# José Obdulio Gaviria
José Obdulio Gaviria Vélez (La Ceja, 29 de noviembre de 1952) es un abogado y político colombiano. Fue Senador de la República y es miembro del partido Centro Democrático. 
 Fue asesor presidencial de Álvaro Uribe Vélez durante la mayor parte de su gobierno, y se le considera el estratega detrás de las ideologías del expresidente. Jose Obdulio se graduó como Abogado de la Universidad Autónoma Latinoamericana y ha desempeñado como profesor de la misma, así como de la Universidades de Los Andes y Universidad del Rosario. 
Es el fundador del centro de pensamiento "Primero Colombia", que tiene como fin fomentar la doctrina del Uribismo. Durante su juventud creó y militó en el movimiento izquierdista "Firmes". Fue Senador de la República, cargo desde el cual hizo oposición hacia el gobierno de Juan Manuel Santos y ha sido un fuerte contradictor político del Partido de la U, y de sus congresistas. Es además uno de los críticos del Proceso de Paz que se llevó  a cabo con las FARC-EP.

## Biografía
Gaviria nació en la Ceja del Tambo el 29 de noviembre de 1952 en el matrimonio de Fabiola Vélez Uribe con José Gaviria Berrío. Es el tercero de doce hermanos. Está casado con Carmenza Mira con quien tiene tres hijos. 
Es primo-hermano del fallecido narcotraficante Pablo Escobar, el narcotraficante más buscado en el mundo en los 80 y 90, pues ambos eran nietos de Roberto Gaviria Cobaleda, quien figuró como contrabandista de whisky. Entre su genealogía también tiene ancestros comunes con personajes de la vida nacional como el expresidente Álvaro Uribe.
Inició estudios de Derecho en la Universidad Pontificia Bolivariana, pero se graduó en la Universidad Autónoma Latinoamericana. Fue profesor de las universidades Autónoma Latinoamericana, Los Andes y del Rosario.

## Trayectoria política
Fue miembro del clandestino Partido Comunista de Colombia - Marxista Leninista (PCC-ML), apoyó al Ejército Popular de Liberación, que era el brazo armado del PCC-ML, y recorrió el país como vocero izquierdista y asesor de la Asociación Nacional de Usuarios Campesinos (Anuc). En la Universidad Pontificia Bolivariana se vinculó a los Equipos Universitarios y comités de izquierda que formaban parte del movimiento estudiantil que se movilizó contra el gobierno de Carlos Lleras Restrepo; además fue uno de los organizadores de la única huelga que hasta hoy se ha hecho en la Universidad Pontificia Bolivariana y también lideró protestas y marchas antiestadounidenses.

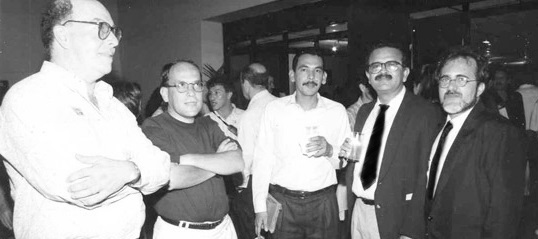
José Obdulio Gaviria junto a Enrique Santos Calderón

Fue fundador del movimiento marxista Firmes, asociado a la revista Alternativa a principios de la década de 1980 junto a Enrique Santos Calderón y Gabriel García Márquez.
Álvaro Uribe Vélez siendo alcalde de Medellín y como político liberal que se había separado del movimiento que lideraba Bernardo Guerra Serna, en su búsqueda para crear su propia estructura, a la que había llamado Sector Democrático, consiguió el apoyo de José Obdulio Gaviria y sus compañeros de ‘Firmes’ que lo acompañaron en su campaña al Senado en 1986. Posteriormente, Gaviria fue asesor de Uribe Vélez, mientras este se desempeñó como gobernador de Antioquia entre los años 1995 y 1997.

### Asesor presidencial
En el año 2003 José Obdulio Gaviria fue nombrado asesor presidencial por el entonces presidente Álvaro Uribe Vélez. En este cargo escribía algunos de los discursos de Uribe, preparaba mensajes para eventos a los que no asistía el presidente y le recomendaba al mandatario lecturas sobre temas de actualidad. Gaviria también publicaba folletos para difundir los discursos, programas y entrevistas del Presidente. Asistía a las reuniones del Consejo de Ministros y del Conpes. Su sueldo era pagado con fondos del convenio Andrés Bello, institución de la Comunidad Andina de Naciones para la educación y la cultura. Gaviria dejó de ser asesor presidencial en marzo de 2009. Fue criticado porque presuntamente tenía conocimiento de secretos de Estado y políticas públicas que no le eran de su competencia debido a la calidad de su cargo.

### Senador de la República
Para las elecciones legislativas de 2014, Gaviria formó parte de la lista cerrada al Senado de la República del movimiento político Centro Democrático, encabezada por el expresidente Álvaro Uribe; Gaviria ocupó el noveno renglón de dicha lista y resultó elegido senador para el periodo 2014-2018.

## Posiciones políticas
La revista Semana incluye en su lista de "mosqueteros de la derecha colombiana" a José Obdulio Gaviria, junto a Plinio Apuleyo Mendoza, Fernando Londoño Hoyos y Rafael Nieto Loaiza.

### Terrorismo en Colombia
José Obdulio Gaviria niega la existencia de un Conflicto armado interno en Colombia, sostiene que el país vive una amenaza terrorista, dado que en su opinión los grupos al margen de la ley ya no tendrían un proyecto político, por lo que manifiesta que en Colombia no hay guerrillas sino bandas criminales; Gaviria afirma que en el seno de las organizaciones guerrilleras ya no sobreviven las ideas que les dieron origen. Sostiene la tesis que si en Colombia existiera conflicto armado, los subversivos en la cárcel serían prisioneros de guerra en vez de terroristas. Su posición se encuentra expresada en su libro "Sofismas del terrorismo en Colombia" (2005) donde plantea que el Estado no hace la guerra, sino que impone la Constitución y la ley, y persigue a quienes se levantan contra ellas.
Por lo anterior sostiene que en el país hay terroristas, no actores armados o fuerzas beligerantes, a lo que añade que los grupos al margen de la ley como las FARC, no están bajo un mando de dirección unificado y responsable; además, manifiesta que no existe control territorial de ninguna zona por parte de esos grupos y que las amplias áreas selváticas son simplemente sitios donde se ocultan.

## Controversias

### Familia
A Gaviria se le ha cuestionado su parentesco con el narcotraficante y jefe del entonces Cartel de Medellín Pablo Escobar, y los problemas judiciales por narcotráfico que han tenido dos de sus hermanos, Luis Mario y Jorge Fernando. Otro de sus hermanos, Carlos Alberto, es señalado de haber sido testaferro de su primo Gustavo de Jesús Gaviria Rivero —segundo al mando de dicha organización del narcotráfico—, así como de tener nexos con Luis Carlos Molina Yepes, quien según las investigaciones judiciales, pagó a los sicarios que asesinaron en 1986, por órdenes de Escobar, al entonces director de El Espectador Guillermo Cano Isaza. Esta relación ha causado controversia dada su cercanía al expresidente Uribe, con el cual tiene un parentesco relacionado con su mutuo abuelo Roberto.
Funcionarios del gobierno Uribe, que fueron víctimas del terrorismo sembrado por Pablo Escobar, se apartaron del gobierno argumentando que no podían participar de un proyecto político junto con Gaviria por razones de ética. Es el caso de Carlos Medellín, quien se había desempeñado como embajador de Colombia ante el Reino Unido, y Rodrigo Lara Restrepo, entonces zar anticorrupción y luego congresista de Cambio Radical, hijo del Ministro de Justicia Rodrigo Lara Bonilla, asesinado en 1984 por órdenes de Escobar.
En 2014, Juan Pablo Escobar, hijo del narcotraficante Pablo Escobar Gaviria, publicó el libro "Pablo Escobar mi padre" en el que indica que, según su versión, José Obdulio Gaviria no tenía relación, diferente al parentesco, con el extinto narcotraficante y que nunca aparece en el archivo fotográfico de las reuniones de Pablo Escobar con sus familiares.

### Homenaje a las víctimas del paramilitarismo, la parapolítica y los crímenes de Estado
Como asesor presidencial, Gaviria manifestó que no apoyaría las marchas en homenaje a las víctimas del paramilitarismo, la parapolítica y los crímenes de Estado del 6 de marzo de 2008, argumentando que era convocada por las FARC-EP y que los paramilitares eran un grupo en proceso de desmovilización. Antes de dicha declaración, la Agencia de Noticias Nueva Colombia (Anncol), que difundió de manera oficial información de las FARC-EP, había anunciando su respaldo a la nueva convocatoria. Iván Cepeda Castro expresó que su movimiento rechazaba cualquier adhesión de grupos al margen de la ley y criticó al gobierno por no rechazar el respaldo de los paramilitares a la marcha del 4 de febrero de 2008 contra las FARC-EP.
Tras las declaraciones en contra de la marcha, 63 congresistas estadounidenses le enviaron una carta al entonces presidente Álvaro Uribe cuestionando la actitud de Gaviria. El 18 de abril de 2008, Gaviria respondió en carta abierta a la opinión pública argumentando que exaltaba con entereza a Cepeda, al repudiar el apoyo de las organizaciones terroristas a la marcha del 6 de marzo, que ofrecía su solidaridad en la lucha por "hacer visibles a las víctimas del terrorismo y para que haya verdad, justicia y reparación", pero que debido a que las FARC-EP, pública y abiertamente, invitaban a la marcha, se oponía a la convocatoria. Argumentó que "condenar los 'crímenes de Estado', cuando no existe ninguna política atribuible a las instituciones legítimas sino unos casos e individuos que deben y están siendo condenados por la justicia", le parecía un "despropósito con la autoridad que vela por la vida" de todos los ciudadanos.

### Incidente con el gobierno de Hugo Chávez
A finales de noviembre de 2008, la estatal Venezolana de Televisión (VTV) reveló una conversación telefónica entre un cónsul de Colombia en Venezuela y José Obdulio Gaviria, en la cual hablaban de los resultados electorales de la política interna venezolana. El presidente Hugo Chávez, en tono enérgico, pidió expulsar al cónsul, ante lo cual el gobierno colombiano, a través del canciller Jaime Bermúdez, aceptó la renuncia del diplomático, quien había entregado públicamente su cargo apenas conoció la noticia.

## Publicaciones

### Libros
Gaviria ha publicado varios libros, entre ellos:
- Colombia, Asesinato y Política
- Colombia, la Guerra y la Paz
- El Liberalismo y la Paz
- Sofismas del terrorismo en Colombia
- Reelección: que el pueblo decida
- A Uribe lo que es de Uribe

### Ensayos
- Arco Iris: el regreso de Torquemada: Primer ensayo, escrito por Gaviria, de diez que componen el libro Parapolítica: verdades y mentiras, publicado por el Centro de Pensamiento Primero Colombia. El ensayo es una respuesta al libro Parapolítica, la ruta de la expansión paramilitar y los acuerdos políticos, publicado por la Corporación Nuevo Arco Iris, que investiga la relación de dirigentes políticos con grupos paramilitares.[22]